# 藤野大輝
藤野 大輝（ふじの だいき、2003年8月7日 - ）は、日本の俳優。埼玉県出身。ウォーターブルー所属。

## 出演

### 映画
- 岸辺の旅（2015年、監督：黒沢清） - 星谷良太 役
- 惑う After the Rain（2016年、監督：林弘樹） - 石川誠志朗 役
- 太陽は胸の中に（2016年、監督：林弘樹） - 貴志 役
- STOP（2017年、監督：キム・ギドク） - 大輝 役
- 愚行録（2017年、監督：石川慶） - 三橋大樹 役
- 教誨師（2018年、監督：佐向大） - 長谷川陽介 役

### テレビドラマ
- 好好!キョンシーガール〜東京電視台戦記〜＃4（2012年、TXN） - 子供1 役
- ドンパル 〜海峡を渡った愛〜（2012年、NHK BSプレミアム） - 少年D 役
- 非公認戦隊アキバレンジャー＃9（2012年、BS朝日） - 小学生 役
- 水曜ミステリー9 刑事・ガサ姫〜特命・家宅捜索班〜（2012年、TX） - 中西翔太 役
- 金曜プレステージ ヤバい検事 矢場健〜ヤバケンの暴走捜査〜（2012年、CX） - 山下隆志 役
- GO!GO!EIGO（2012年、BSフジ） - 少年 役
- トミカヒーロー レスキューファイヤー（TXN）
- 新・御宿かわせみ（2013年、スカパー時代劇チャンネル） - 少年B 役
- 酔いどれ小藤次 ＃12、13（2013年、NHK-BS） - 達次 役
- ぴんとこな ＃1（2013年、TBS） - 幼い恭之介 役
- 真夜中のパン屋さん（2013年、NHK BS） - 水野こだま 役 ＊準レギュラー
- 土曜ドラマ「足尾から来た女」（2013年、NHK） - 福田千秋 役
- 遺留捜査スペシャル（2013年、EX） - 内藤健司 役
- 明日の光をつかめ〜2013夏〜 ＃3,12（2013年、東海テレビ） - 小学生の植本浩樹 役
- 土曜ワイド劇場 逆転報道の女 NEWS4（2014年、EX） - 瀬名朝陽 役
- 軍師官兵衛 33回（2014年、NHK） - 又兵衛 役
- 殺人偏差値70（2014年、NTV） - 宮原圭介（幼少） 役
- 連続ドラマW 闇の伴走者（2015年4月11日 - 5月9日、WOWOW） - 一峰/少年 役[2]
- 天才!志村どうぶつ園/感動2時間スペシャル（2015年、日本テレビ） - 友達B 役
- NHK特集ドラマ紅雲町珈琲屋こよみ（2015年、NHK） - 少年 役
- 連続テレビ小説 とと姉ちゃん（2016年4月 - 、NHK総合） - 玉置幹雄 役
- グッドパートナー 無敵の弁護士（2016年、EX） - 目黒仁志 役
- メディカルチーム レディ・ダ・ヴィンチの診断 第8話（2016年11月29日、関西テレビ・フジテレビ） - ケンジ 役
- 闇の伴走者〜編集長の条件（2018年、WOWOW） - 一峰/少年 役

### CM
- 神奈川県保険組合（2012年）
- 花王リリーフ（2012年、2013年）
- スバル（2012年）
- マクドナルドハッピーセットウイザード（2012年）
- 日清食品 にっぽんのうどん どん兵衛 プレゼントキャンペーン（2012年）
- バトルスピリッツカードゲーム（2013年）
- たおる本舗（2013年）
- イオン ザクうまコロッケ（2014年）
- ポケモンカードゲーム XY6 「エメラルドブレイク」（2015年）
- ジョイパレット「たのしいお料理ショー」
- 日清オイリオ「酸化ブロック」「エコアップ」
- TOYOTA特別企業

### VP
- 高校教材おうちラボ（2012年） - 男の子役
- 東京消防庁（2014年）

### イベント
- EXPO東芝ブース映像（2014年） - メインの男の子役